# 奈良県道・三重県道781号都祁名張線
奈良県道・三重県道781号都祁名張線（ならけんどう・みえけんどう781ごう つげなばりせん）は、奈良県天理市から三重県名張市に至る一般県道である。

## 概要
奈良県天理市福住町から三重県名張市安部田に至る。
奈良県側では比較的路線改良が行われているが、三重県側ではいわゆる険道の典型例として知られる。
奈良県と三重県の県境に笠間峠（かさまとうげ）があり、三重県側の整備がほとんどなされていないことから険道として知られる。

### 路線データ
- 起点：奈良県天理市福住町（奈良県道38号桜井都祁線交点）
- 終点：三重県名張市安部田（坂ノ下交差点、国道165号交点）
- 総延長：3.495 km[注釈 1]

## 路線状況

### 重複区間
- 奈良県道127号北野吐山線（奈良県宇陀市室生多田 - 宇陀市室生染田）

## 地理

### 通過する自治体
- 奈良県
  - 天理市 - 奈良市 - 宇陀市
- 三重県
  - 名張市

### 交差する道路
| 交差する道路                              | 都道府県名 | 市町村名 | 交差する場所 | 交差する場所        |
| ----------------------------------------- | ---------- | -------- | ------------ | ------------------- |
| 奈良県道38号桜井都祁線                    | 奈良県     | 天理市   | 福住町       | 起点                |
| 国道369号 奈良県道28号吉野室生寺針線 重複 | 奈良県     | 奈良市   | 都祁白石町   | 白石交差点          |
| 奈良県道127号北野吐山線 重複区間起点      | 奈良県     | 宇陀市   | 室生多田     |                     |
| 奈良県道127号北野吐山線 重複区間終点      | 奈良県     | 宇陀市   | 室生染田     |                     |
| 奥宇陀広域農道 / やまなみロード           | 奈良県     | 宇陀市   | 室生小原     |                     |
| 奈良県道・三重県道782号上笠間八幡名張線   | 奈良県     | 宇陀市   | 室生上笠間   |                     |
| 奈良県道242号上笠間三本松停車場線         | 奈良県     | 宇陀市   | 室生上笠間   |                     |
| 国道165号                                 | 三重県     | 名張市   | 安部田       | 坂ノ下交差点 / 終点 |

### 沿線
- 奈良県立山辺高等学校
- 奈良市立並松小学校
- 都介野郵便局
- 染田郵便局

### 峠
- 奈良県
  - 笠間峠（宇陀市 - 三重県名張市）